# SN 2009bz
SN 2009bz – supernowa typu II-P odkryta 29 marca 2009 roku w galaktyce UGC 9814. W momencie odkrycia miała maksymalną jasność 16,80m.